# Habitat (entreprise)
Pour les articles homonymes, voir Habitat.
Habitat est une chaîne de magasins d'origine britannique créée par Terence Conran en 1964, spécialisée dans la vente de meubles et d'accessoires contemporains de décoration de la maison : canapés et fauteuils, salon et salle à manger, bureau, chambre et literie, cuisine, luminaires.
Habitat fait partie, depuis octobre 2020, du fonds d'investissement Terence Capital, son précédent propriétaire, le groupe français de distribution CAFOM, conservant la propriété du nom de la marque Habitat. Au regard de la dette accumulée par l'entreprise, la liquidation judiciaire de l’enseigne est prononcée par le tribunal de commerce de Bobigny le 28 décembre 2023.
Le groupe CAFOM annonce, le 22 avril 2024, le retour d'Habitat en vente en ligne par le biais du site vente-unique.com (dont CAFOM est l'actionnaire principal).

## Histoire

### Création et développement
Au début des années 1950, Terence Conran, un jeune créateur, ouvre des restaurants ; par la suite il crée en 1957 le Conran Design Group.
Le 11 mai 1964, Conran ouvre le premier magasin Habitat de 1 500 m2 Fulham Road, à Londres, avec sa femme,. Le concept est alors innovant pour l'époque : il a pour ambition de moderniser le mobilier britannique en proposant un design contemporain à des prix abordables et plus largement, de démocratiser le design en général, comme « une alternative à ces boutiques qui ne faisaient que vendre des meubles » ; Vogue écrit en 1973 que Terence Conran « voulait juste que le monde entier possède un saladier bien "designé". » « L'utile peut être beau et le beau accessible » explique le fondateur.
Le premier point de vente est immédiatement un succès. Le magasin moderne est plus qu'un point de vente, c'est aussi un lieu d'influence par la mise en scène de tous ces produits simples et fonctionnels. En plein Swinging Sixties, le personnel porte des uniformes dessinés par Mary Quant et un coin coiffure Vidal Sassoon est présent dans le lieu.
La marque se développe rapidement en anticipant les goûts du public. Si la marque fait fabriquer très majoritairement à l'étranger, jusqu'en Asie, ce continent apprécié de Terence Conran est aussi source d'inspiration, tout comme le Bauhaus, le design suédois et danois entre autres. Le premier catalogue de vente par correspondance est lancé en 1969 en Angleterre, avec un demi-million d'exemplaires.

### En France

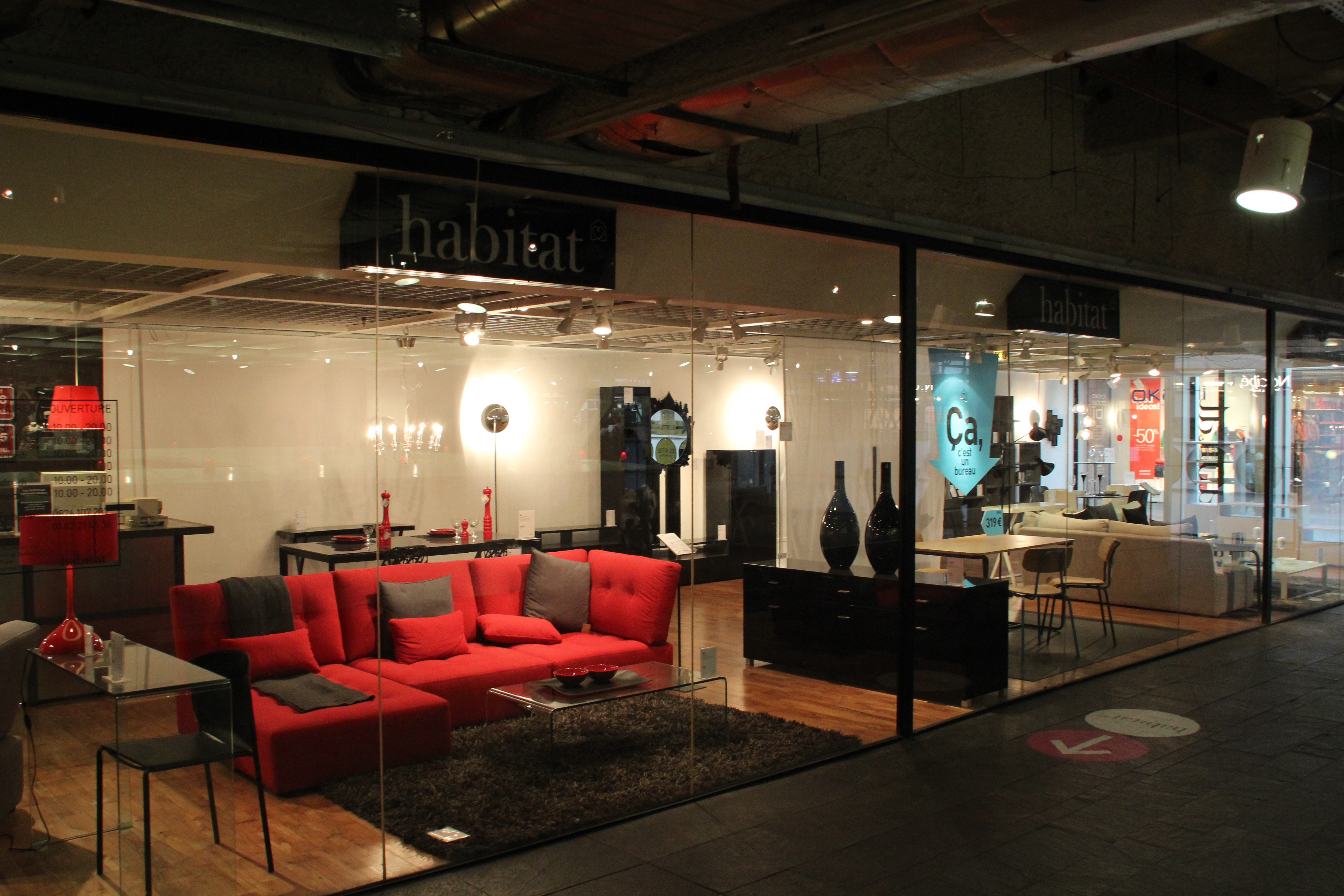
Magasin Habitat au Forum des Halles à Paris.

La société ouvre en 1973 son premier magasin français à Paris, au pied de la tour Montparnasse, dans le quartier Necker. L'idée remonte de quelques années auparavant et émane de Francis Bruguière, acheteur de mobilier pour Prisunic, face au succès du catalogue de l'enseigne anglaise. Comme Prisunic refuse d'ouvrir un magasin de meubles, il sollicite Terence Conran : d'abord laissée en suspens, l'idée murît, pour finalement voir le jour au 11, rue de l'Arrivée, au sein du centre commercial Montparnasse.
Sans autre publicité que le bouche-à-oreille, le succès est immédiat, avec un chiffre d'affaires supérieur de 50 % aux prévisions au bout d'une année.
Le catalogue français de vente par correspondance est lancé dans la foulée à 400 000 exemplaires. Un an après l'emplacement de Montparnasse, Habitat ouvre à Orgeval, puis l'année suivante à Montpellier et à Paris avenue de Wagram, en 1976 à Lyon, encore à Paris au Forum des Halles trois ans après.

### Expansion
Pendant deux décennies, Habitat poursuit son expansion en Europe, s'implantant en Espagne ou en Allemagne ainsi que dans une dizaine d'autres pays européens, mais également à Bangkok. L'enseigne compte alors un demi-milliers de points de vente.
Pour les quarante ans du festival de Cannes, Habitat crée une collection utilisée pour les terrasses du Palais des festivals, les studios, les salles de conférences. Lors de la décennie suivante en 1993 a lieu à Paris l'exposition « Habitat, vingt ans de quotidien en France ».
En 1998, Tom Dixon est nommé directeur du design. Le designer français Pierre Favresse est nommé, en 2011, directeur artistique de la marque Habitat.
En 2014, Habitat fête ses 50 ans d'existence et fait appel à des grands noms pour célébrer l’événement : Terence Conran, et Thierry Marx.

### Rachats successifs et fermetures
Dans les années 1980, Terence Conran fait entrer Habitat dans le groupe Storehouse, qui englobait Bhs, Richards Shops, Mothercare, Heal's et The Conran Shop. La crise économique de 1987 pousse Terence Conran à s'éloigner d'Habitat. Il quitte le groupe en 1991.
Deux ans plus tard, Habitat rejoint le groupe Ikano. Fondé par le Suédois Ingvar Kamprad, fondateur et propriétaire d'Ikea, Ikano se compose de sociétés indépendantes opérant dans différents secteurs. Au cours de cette période, la famille Kamprad recrute de nouveaux talents, tels que Vittorio Radice et essaye de consolider la position d'Habitat sur le marché du mobilier et de l'aménagement d'intérieur. Pourtant, l'enseigne semble négligée et surtout le position de la marque reste incertain,. En décembre 2009, Habitat, y compris la filiale britannique, se voit acheté par le fonds Hilco Capital (en) qui doit redresser l'enseigne et engage des réductions de coûts. Par la suite en 2011, Hilco coupe Habitat en deux, et l'ensemble de la marque en Grande-Bretagne est vendu à Home Retail Group.
En septembre 2011, Habitat rejoint le groupe CAFOM. Fondé par Hervé Giaoui en 1985, CAFOM est un groupe indépendant du secteur de la grande distribution spécialisée dans l'aménagement de la maison. Le rachat, pour « une bouchée de pain », se fait au détriment de Conforama. Mais les déboires s'accumulent rapidement pour Hervé Giaoui : il perd le soutien de BNP Paribas ainsi que celui du hongkongais Li & Fung, deux parties prenantes du rachat ; en parallèle, Habitat en Grande-Bretagne fait faillite : les fabricants « prennent peur et arrêtent de livrer », les points de vente se retrouvent vides.
Ces années-là, Habitat va mal, cumulant les pertes,. En 2013, Habitat fait un plan social et licencie plus de 100 personnes et ferme plusieurs magasins dont l'enseigne est propriétaire. Le chiffre d'affaires reste en baisse année après année malgré la nette augmentation du nombre de magasins : les emplacements non rentables continuent d'être fermés, les ouvertures, de par le monde, se font en franchise, pour limiter les investissements.
Le 19 mars 2015, l'ancien ministre de l'Économie Arnaud Montebourg est nommé vice-président d'Habitat chargé de l'innovation. Il doit développer le Made in France. Il y reste 16 mois jusqu'à l'annonce de sa candidature à la présidentielle,. Malgré tout la chute continue et l'attentat contre Charlie Hebdo finit de vider les magasins déjà bien désertés. Pour essayer de stopper l’hémorragie, les promotions incessantes s'enchaînent et les points de vente s'ouvrent à d'autres marques, sous forme de corners.
Mi-2018, les cinq magasins de Norvège doivent fermer. En décembre 2018, Cafom annonce que Habitat Deutschland GmbH, filiale d'Habitat en Allemagne, a demandé l'ouverture d'une procédure collective, précisant que l'activité des magasins de ses autres filiales n'est pas concernée par cette procédure.
En octobre 2019, le groupe Cafom annonce son intention de céder l’enseigne (une soixantaine de points de vente) qu’il n’a pas réussi à redresser,. La cession intervient en octobre 2020, le groupe Habitat devient propriété de Terence Capital, holding détenue par le français Thierry Le Guénic.
Le 30 novembre 2023, la chaîne de magasins demande à être placée en redressement judiciaire. L'enseigne comporte alors 25 magasins et emploie 450 salariés. Le 7 décembre suivant, le tribunal de commerce de Bobigny place l'enseigne en redressement judiciaire.
Les administrateurs judiciaires du groupe Habitat demandent le 20 décembre la liquidation judiciaire de l’enseigne. Celle-ci est prononcée par le tribunal de commerce de Bobigny le 28 décembre, entraînant la suppression de 380 emplois.

### Retour en vente en ligne uniquement
Le 22 avril 2024, le président du groupe CAFOM, propriétaire de la marque Habitat, annonce avoir accordé la licence d'exploitation au site de vente en ligne vente-unique.com (dont CAFOM est le principal actionnaire). La direction précise qu'un geste commercial, sous forme de bon d'achat, pourra être mis à disposition des clients lésés par la liquidation judicaire du précédent exploitant.
Cette annonce, de retour d'une vente en ligne, ne concerne pas les magasins et leurs anciens salariés.

## Activité, rentabilité et effectif
|                                                   | 2014 | 2015  | 2016  | 2017  | 2018   |
| ------------------------------------------------- | ---- | ----- | ----- | ----- | ------ |
| Chiffre d'affaires en millions d'euros hors taxes | 131  | 85    | 77    | 79    | 84     |
| Résultat net en millions d'euros                  | -1,2 | - 0,2 | - 4,1 | - 8,3 | - 11,5 |
| Effectif moyen annuel                             | 572  | 532   | 517   | 781   | 490    |